# Маклеланвил (Јужна Каролина)
Маклеланвил (енгл. McClellanville) град је у америчкој савезној држави Јужна Каролина.

## Демографија
По попису из 2010. године број становника је 499, што је 40 (8,7%) становника више него 2000. године.
| Група             | 2000.       | 2010.       |
| Белци             | 415 (90,4%) | 436 (87,4%) |
| Афроамериканци    | 34 (7,4%)   | 57 (11,4%)  |
| Азијати           | 0 (0,0%)    | 2 (0,4%)    |
| Хиспаноамериканци | 10 (2,2%)   | 3 (0,6%)    |
| Укупно            | 459         | 499         |